# Spinuș
Spinuș est une commune roumaine du județ de Bihor, en Transylvanie, dans la région historique de la Crișana et dans la région de développement Nord-Ouest.

## Géographie
La commune de Spinuș est située dans le nord-est du județ, dans les conteforts des Monts Plopiș, à 26 km au sud de Marghita et à 43 km au nord-est d'Oradea, le chef-lieu du județ.
La municipalité est composée des cinq villages suivants, nom hongrois, (population en 2002) :
- Ciulești, Csujafalva (210) ;
- Gurbești, Görbesd (151)
- Nădar, Nadántelek (212) ;
- Săliște, Kövesegyháza (264) ;
- Spinuș, Hagymádfalva (446), siège de la commune.

## Histoire
La première mention écrite du village de Spinuș date de 1523 sous le nom hongrois de Halmagfalva.
La commune, qui appartenait au royaume de Hongrie, en a donc suivi l'histoire.
Après le compromis de 1867 entre Autrichiens et Hongrois de l'empire d'Autriche, la principauté de Transylvanie disparaît et, en 1876, le royaume de Hongrie est partagé en comitats. Spinuș intègre le comitat de Bihar (Bihar vármegye).
À la fin de la Première Guerre mondiale, l'Empire austro-hongrois disparaît et la commune rejoint la Grande Roumanie au traité de Trianon.
En 1940, à la suite du deuxième arbitrage de Vienne, elle est annexée par la Hongrie jusqu'en 1944, période durant laquelle sa petite communauté juive est exterminée par les nazis. Elle réintègre la Roumanie après la Seconde Guerre mondiale au traité de Paris en 1947.

## Politique
| Parti | Parti                                                 | Sièges |
| ----- | ----------------------------------------------------- | ------ |
|       | Parti social-démocrate (PSD)                          | 3      |
|       | Parti national libéral (PNL)                          | 4      |
|       | Alliance des libéraux et démocrates (ALDE)            | 1      |
|       | Union nationale pour le progrès de la Roumanie (UNPR) | 1      |

## Religions
En 2002, la composition religieuse de la commune était la suivante :
- Chrétiens orthodoxes, 70,84 % ;
- Pentecôtistes, 13,01 % ;
- Réformés, 5,68 % ;
- Baptistes, 4,59 % ;
- Grecs-Catholiques, 3,35 % ;
- Catholiques romains, 1,94 %.

## Démographie
En 1910, à l'époque austro-hongroise, la commune comptait 1 532 Roumains (76,64 %), 437 Hongrois (21,86 %), 8 Allemands (0,40 %) et 6 Slovaques (0,30 %).
En 1930, on dénombrait 1 755 Roumains (80,25 %), 281 Hongrois (12,85 %), 46 Juifs (2,10 %), 49 Roms (2,24 %), 42 Slovaques (1,92 %) et 10 Allemands (0,46 %).
En 2002, la commune comptait 1 101 Roumains (85,81 %), 77 Hongrois (6,00 %) et 100 Roms (7,79 %). On comptait à cette date 526 ménages et 696 logements.
| 1880  | 1890  | 1900  | 1910  | 1920  | 1930  | 1941  | 1956  | 1966  |
| ----- | ----- | ----- | ----- | ----- | ----- | ----- | ----- | ----- |
| 1 198 | 1 587 | 1 817 | 1 999 | 1 806 | 2 187 | 2 523 | 2 480 | 2 279 |

| 1977  | 1992  | 2002  | 2007  | - | - | - | - | - |
| ----- | ----- | ----- | ----- | - | - | - | - | - |
| 2 097 | 1 572 | 1 283 | 1 196 | - | - | - | - | - |

## Économie
L'économie de la commune repose sur l'agriculture : céréales, tournesol, vigne.

## Communications

### Routes
Spinuș est située sr la route régionale DJ767 qui la relie à la nationale DN19 Oradea-Marghita au nord-ouest et à Brusturi, Picleu et la DN1 au sud-est. La route DJ191B mène au nord-est vers Gurbești, Derna et Budoi.

## Lieux et monuments
- Spinuș, église orthodoxe datant de 1884[7] ;
- Ciulești, église orthodoxe datant de 1898[7] ;
- Nădar, église orthodoxe datant de 1850[7].